# Szynka szwarcwaldzka

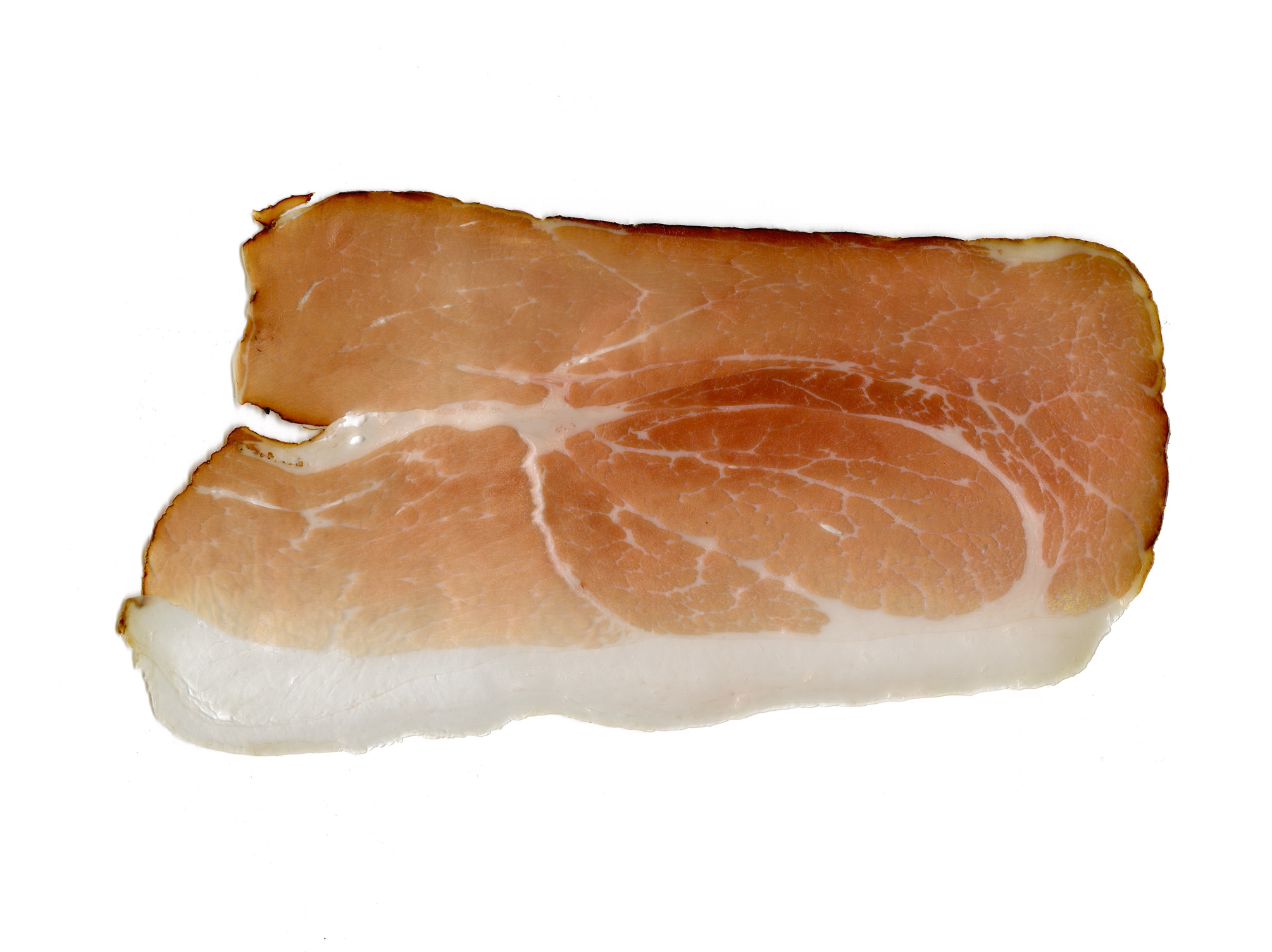
Szynka szwarcwaldzka

Szynka szwarcwaldzka (niem. Schwarzwälder Schinken) – rodzaj niemieckiej, surowej, wędzonej na zimno szynki wytwarzanej z udźców wieprzowych tradycyjnymi metodami w specyficznym klimacie na terenie Schwarzwaldu.
To co nadaje tej szynce niepowtarzalny smak to specjalny dym używany do wędzenia, o którym stanowi specjalna mieszanka z szyszek, igieł i zrębek (wiórków) świerkowych. Po uwędzeniu szynka dojrzewa jeszcze 3-4 tygodnie.